# Buster (filme)
Buster (Brasil: Buster - Procura-se um Ladrão) é um filme britânico de 1988, dos gêneros comédia biográfico-policial, dirigido por David Green, com roteiro de Colin Shindler baseado na vida de do assaltante Ronald Edwards (vulgo "Buster").

## Produção
Buster marca a estreia de Phil Collins no cinema. O filme traça a trajetória do assaltante Ronald Edwards (vulgo "Buster"), um dos membros da quadrilha que realizou o espetacular assalto a um trem postal na Inglaterra em 1963. 
O filme traz detalhes sobre o planejamento do roubo, porém se debruça principalmente sobre a relação de Edwards com a família e sua devoção pela esposa June.

## Sinopse
Buster e June formam um casal que se esforça para sobreviver em um apartamento alugado em Londres. Buster é um pequeno ladrão que teve a sorte de nunca ter sido preso. Em agosto de 1963, ele e o bando de que fazia parte assaltam um trem postal que seguia de Glasgow para Londres. A ação desencadeia uma operação policial que prende vários colegas de Buster, mas ele e June conseguem escapar para o México. Rapidamente, o dinheiro amealhado no roubo desaparece pelo ralo e eles descobrem que não se adaptam àquele país. June sente saudades de casa e Buster, sempre disposto a satisfazê-la, dá o grande passo: 
retorna à Inglaterra e entrega-se à polícia.

## Principais premiações
| Patrocinador                                            | Prêmio       | Categoria              | Situação                    |
| ------------------------------------------------------- | ------------ | ---------------------- | --------------------------- |
| Academia de Artes e Ciências Cinematográficas           | Oscar        | Melhor Canção Original | Indicado[carece de fontes?] |
| Associação de Correspondentes Estrangeiros de Hollywood | Golden Globe | Melhor Canção Original | Vencedor[carece de fontes?] |

## Elenco
| Ator/Atriz          | Personagem         |
| ------------------- | ------------------ |
| Phil Collins        | Buster             |
| Julie Walters       | June               |
| Larry lamb          | Bruce              |
| Stephanie Lawrence  | Franny             |
| Ellie Beaven        | Nicky              |
| Michael Attwell     | Harry              |
| Ralph Brown         | Ronny              |
| Christopher Ellison | George             |
| Sheila Hancock      | Senhora Rothery    |
| Martin Jarvis       | Inspetor Mitchell  |
| Clive Wood          | Sargento Chalmers  |
| Anthony Quayle      | Sir James McDowell |
| Michael Byrne       | Poyser             |
| Harold Innocent     | Justice Parry      |
| Rupert Vansittart   | Fairclough         |